# Wilfried*
Wilfried* (né Wilfried Paris en 1972) est un chanteur pop français. Connu pour son album Matrice, le chanteur propose un style éclectique, expérimentant des instrumentations variées.

## Biographie
Wilfried* est le nom d'artiste choisi par Wilfried Paris. A la ville, celui-ci est également chroniqueur musical pour les magazines Trois couleurs, Magic, The Drone et Chronic'art. L'astérisque qui orne son prénom représente sa bonne étoile qui le veille (l'astérisque est située au-dessus de son prénom).
L'artiste Wilfried* est actif dans le monde musical depuis les années 1990. Il s'est fait connaître en écrivant et interprétant des chansons.

### Musique
En 2001, Wilfried* sort l'album Songs for mum and dad . D'ambiance nostalgique, l'album met en musique des chansons en français et en anglais. L'instrumentation est limitée : une guitare et quelques arrangements simples. Certaines chansons de l'album accueillent les collaborations d'autres artistes comme Hermann Dune ou Gel:.
Un nouvel album, D'ailleurs, voit le jour en 2008.
En octobre 2013, Wilfried* sort Matrice, son troisième album. L'album est composée de 9 chansons en langue française. Il est structuré autour d'un rythme cardiaque, lui-même accompagné d'instrumentations de styles éclectiques. L'album reçoit un accueil positif des médias et fait connaître son auteur,,.
La même année, il met en ligne un autre album disponible uniquement en téléchargement : Patrice.

### Scène
En 2013, l'artiste teste une structure scénique innovante dans plusieurs concerts. Son idée est de créer une expérience d'immersion musicale pour le public. Il utilise pour cela une structure transparente qui rapproche le public et les musiciens, dispositif qui génère ainsi de nouvelles sensations visuelles et acoustiques.

## Discographie

### Songs for mum and dad
- Année de sortie : 2001
- Label : Prohibited records / Wagram
- Enregistrement : Wilfried* et F.lor (Fabrice Laureau)
- Mixage : F.lor (Fabrice Laureau)
- Collaborations : Anne Laplantine, O.lamm, Dorine Muraille, Flop, Herman Dune, Gel:

### Qui est avec moi
- Année de sortie : 2005
- Label : French Touche (collection « Chansonpoches »)
- Arrangements : Arnaud Fleurent-Didier

### D'ailleurs
- Année de sortie : 2008
- Label : Honey it's me / Abeille Musique
- Collaborations : Herman Dune, Bertrand Burgalat, Arnaud Fleurent-Didier, French, O.lamm, Domotic

### Matrice
- Année de sortie : 2013 (mis en ligne en 2012 sur Bandcamp)
- Label : Clapping Music
- Enregistrement : Wilfried*
- Mixage : Wilfried* et Antoine Gaillet
- Masterisation : Antoine Gaillet
- Design pochette : Félicie d’Estienne d’Orves
- Collaborations : Chloé Delaume, Anne Steffens

### Patrice
- Année de sortie : 2013